# みずき (野田市)

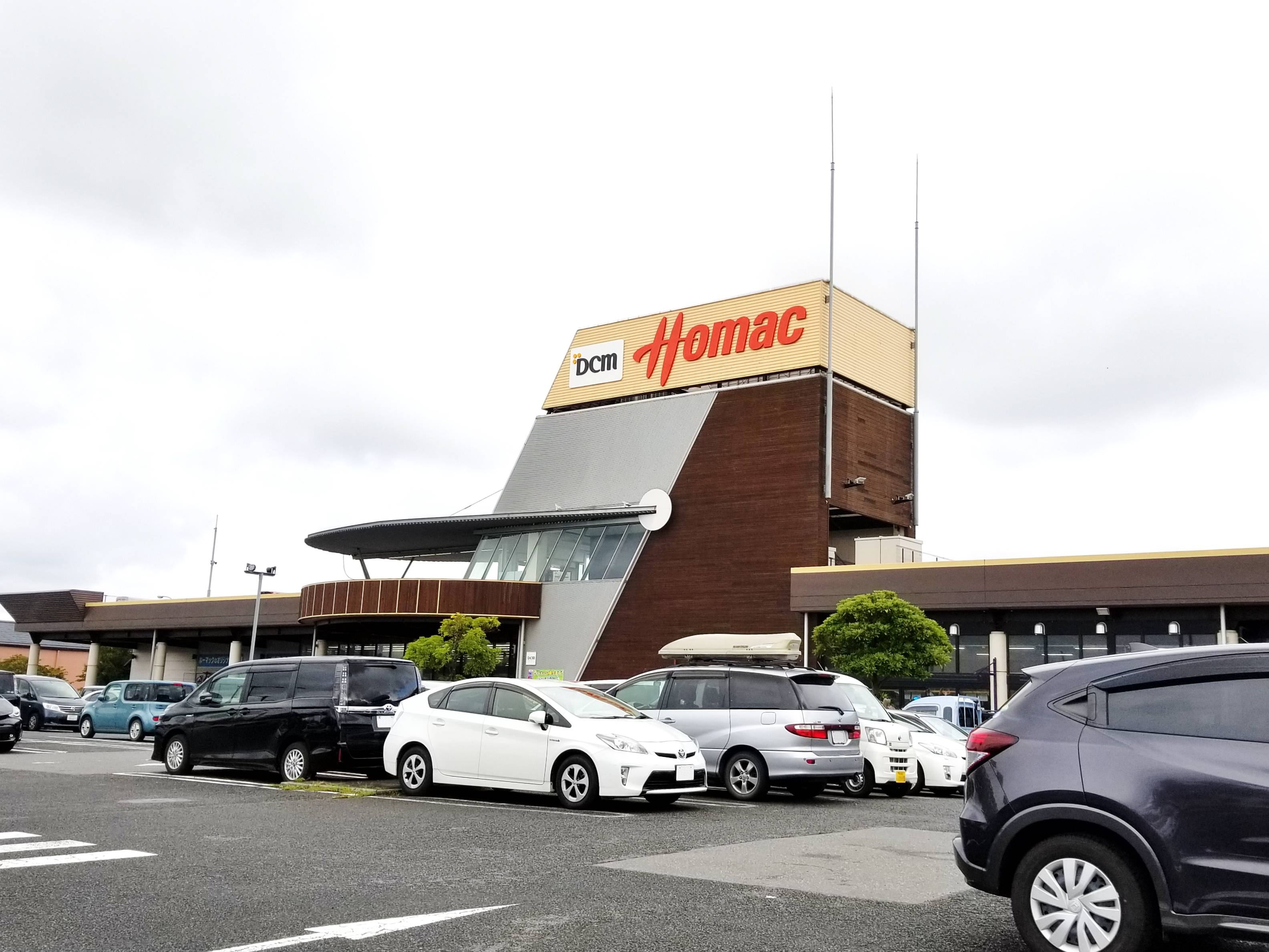
大型ホームセンター・DCMホーマック野田みずき店（三丁目）

みずきは、千葉県野田市の地名。現行行政地名はみずき一丁目からみずき四丁目。郵便番号は278-0027。

## 地理
北東端が千葉県道5号松戸野田線（流山街道）と接し、西北から東南へ一丁目から四丁目となる。一丁目から東北側の流山街道にむけて細長く伸びる区域を持つ。東は山崎梅の台、山崎貝塚町と、北は山崎と、西は今上と、南は流山市の西深井と接している。
近年都市再生機構が分譲する野田みずきの街が開発されている。

### 地価
住宅地の地価は、2017年（平成29年）の公示地価によれば、みずき2丁目16番3 の地点で6万7400円/m2となっている。

## 歴史

### 沿革
- 2002年（平成14年）3月2日 - 大字山崎の一部が分離し、大字みずき一丁目から四丁目となる[5]。

### 地名の変遷
| 実施後の大字（字は設定せず） | 実施年月日   | 実施前（各字名ともその一部）                                                           |
| ---------------------------- | ------------ | -------------------------------------------------------------------------------------- |
| みずき一丁目                 | 2002年3月2日 | 大字山崎字下梅・字上里                                                                 |
| みずき二丁目                 | 2002年3月2日 | 大字山崎字下梅・字上梅・字藤・字藤台・字梅台・字上里・字宿里・字宿・字西新田・字北新田 |
| みずき三丁目                 | 2002年3月2日 | 大字山崎字下梅・字上梅・字藤                                                           |
| みずき四丁目                 | 2002年3月2日 | 大字山崎字藤・字南大崎                                                                 |

## 世帯数と人口
2017年（平成29年）11月1日現在の世帯数と人口は以下の通りである。
| 丁目         | 世帯数    | 人口    |
| ------------ | --------- | ------- |
| みずき一丁目 | 401世帯   | 1,189人 |
| みずき二丁目 | 376世帯   | 1,126人 |
| みずき三丁目 | 183世帯   | 592人   |
| みずき四丁目 | 153世帯   | 404人   |
| 計           | 1,113世帯 | 3,311人 |

## 小・中学校の学区
市立小・中学校に通う場合、学区は以下の通りとなる。
| 丁目         | 番地      | 小学校               | 中学校             |
| ------------ | --------- | -------------------- | ------------------ |
| みずき一丁目 | 全域      | 野田市立みずき小学校 | 野田市立南部中学校 |
| みずき二丁目 | 6～20番地 | 野田市立みずき小学校 | 野田市立南部中学校 |
| みずき二丁目 | 1～5番地  | 野田市立南部小学校   | 野田市立南部中学校 |
| みずき三丁目 | 全域      | 野田市立みずき小学校 | 野田市立南部中学校 |
| みずき四丁目 | 全域      | 野田市立みずき小学校 | 野田市立南部中学校 |

## 交通

### 鉄道
地内に鉄道は引かれていない。東武野田線・梅郷駅が最寄り駅になる。

### 道路
- 千葉県道5号松戸野田線（流山街道）

## 施設
- 野田市立みずき小学校
- 野田山崎公園
- とんとんみずき橋[7]